# Marken (Amsterdam)

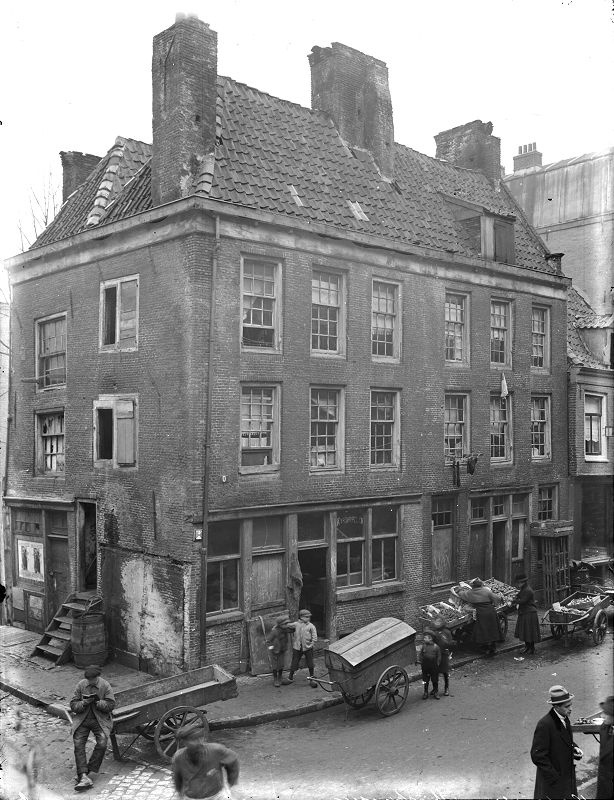
Krotten aan de Markensteeg in 1913

Marken is een voormalig eiland in Amsterdam, dat in de zestiende eeuw werd aangelegd. Het wordt ook Valkenburg genoemd. Het is met Uilenburg en Rapenburg een van de in het IJ aangeplempte eilanden die omstreeks 1600 binnen de stad kwamen. Sinds de herinrichting in verband met de aanleg van de IJ-tunnel is het geen eiland meer. Het eiland wordt begrensd door de Rapenburgwal, de Uilenburgergracht, het Markenplein en de Rapenburgerstraat. Tot de demping in 1968 liep de Markengracht van noord naar zuid tussen Marken en Rapenburg.
Voor en tijdens de Tweede Wereldoorlog maakte Marken deel uit van de Amsterdamse Jodenbuurt.Er bestonden veel vieze donkere gangetjes en steegjes, zo was er ter hoogte van de Valkenburgerstraat 195 de Roode Leeuwengang, daar woonden ruim 300 Joden verdeeld over 39 1-kamerwoningen in mensonterende omstandigheden en slechte hygiëne. Er was geen stromend water en riolering, men moest zijn emmer legen in de boldootwagen.
De oude bebouwing aan de oostzijde van de toentertijd smalle Valkenburgerstraat is in de jaren dertig geheel gesloopt om plaats te maken voor een brede verkeersweg, nieuwe woningen en een badhuis. 
Omdat vanaf 1968 de Valkenburgerstraat een drukke verbinding ging vormen tussen de Weesperstraat en de toen geopende IJtunnel, moest de nieuwbouw uit de jaren dertig in de jaren zestig opnieuw tegen de vlakte. Tijdens de bouw van de Stopera was langs de Valkenburgerstraat en op het terrein van de  gedempte Markengracht van 1977 tot 1988 de rommelmarkt Waterlooplein '77 gevestigd. Tegenwoordig vindt men hier de parkeergarage, het gelijknamige appartementencomplex Markenhoven en de Nederlandse Filmacademie aan het nieuwe Markenplein, dat voor de naoorlogse sanering lag tussen Rapenburgerstraat, Muiderstraat en Jodenbreestraat.

## Geschiedenis
De drie eilanden Uilenburg, Valkenburg en Rapenburg zijn ontstaan door vergravingen van buitendijks land bij de zogeheten Tweede vergroting van Amsterdam. Vanwege het belang van een goede verdediging en omdat er werd geklaagd over te weinig ruimte voor houtopslagplaatsen en scheepswerven, werd het aanvankelijke plan tot fortificatie en uitleg daterend uit 1585 gewijzigd en is de stad in 1593 aan de oostzijde opnieuw uitgelegd.
In 1595 werden op Marken kleinere timmerwerven en houttuinen tot 750 m² uitgegeven; de erven waren bestemd voor het maken, ophalen en repareren van schuiten. Toen men twee jaar later tot het verkopen van de erven op het eiland Marken wilde overgaan, moest op de klachten van de scheepstimmerlieden die zich reeds op Uilenburg gevestigd hadden en die erop wezen dat de middelste gracht voor hun bedrijf veel te smal was, van het eiland Marken nog een stuk worden afgestoken. Een van de lijnbanen en een straat werden opgeofferd. De scheepsbouw kon zich daar dan ook niet ruim ontwikkelen. De in 1595 op de veiling gekochte stadserven op Marken werden in de daarop volgende decennia soms opgedeeld en opnieuw in de verkoop gebracht.